# Брабансоны
Брабансо́ны (фр. Brabançons) — средневековые наёмные военные отряды (дружины) XII века, получившие своё название от герцогства Брабанта, выходцами из которого они преимущественно пополнялись, находились на службе у французских и английских королей.

## История
Как правило, это были хорошо обученные пехотинцы с длинными копьями, хорошо себя проявившими при осадах замков и городов и отражении атак вражеской конницы. Брабансоны славились своей склонностью к мародёрству. Иногда в отряды входили также подразделения конных рыцарей-наёмников. В XIII веке брабансоны несколько потеснены другими наёмниками, в частности-арбалетчиками из Гаскони, Ломбардии, юга Франции и самого Брабанта.
Из их предводителей (главарей) особенно был известен Вильгельм Ипрский, один из первых хорошо известных капитанов средневековых наёмных отрядов.